# Интрамаммарный секс

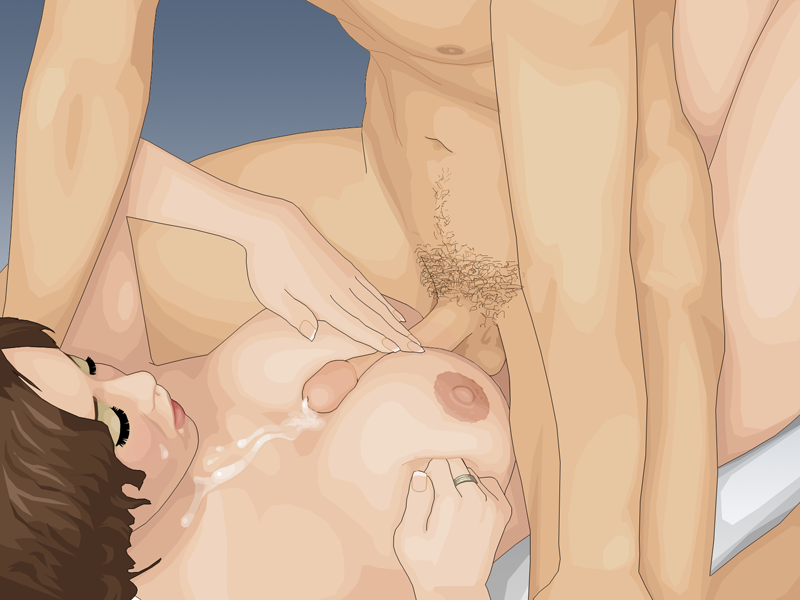
Практика проникновения между грудью

Интрамаммарный секс (от лат. intra «внутри» + mamma «молочная железа») — вид сексуального контакта без проникновения, заключающийся в стимуляции полового члена мужчины посредством возвратно-поступательных движений между молочными железами женщины. При этом женщина может сжимать грудь для дополнительной стимуляции пениса партнёра. Интрамаммарный секс может сочетаться с минетом, быть отдельным половым актом или прелюдией.

## Безопасность
Интрамаммарный секс снижает риск заражения инфекциями, передающимися половым путём, и позволяет избежать нежелательной беременности. В том случае, если стимуляция оказывается достаточно сильной, мужчина может испытывать ощущения, схожие с вагинальным сексом. Однако это может также включать в себя другие формы сексуальной стимуляции, например, связанные с сосками и влагалищем у женщин, в частности с клитором или анусом, что является практикой, наблюдаемой в гомосексуальных парах.

## Порноиндустрия
В порнографических роликах и фильмах интрамаммарный секс с последующим семяизвержением называется «жемчужное ожерелье».